# الاروبیا
الاروبیا (به لاتین: Alarobia) یک منطقهٔ مسکونی در ماداگاسکار است که در آنالامانگا واقع شده‌است.

## خصوصیات
الاروبیا ۱۶٬۰۰۰ نفر جمعیت دارد و ۱٬۳۹۴ متر بالاتر از سطح دریا واقع شده‌است.